# Aleksiej Jelisiejew
Aleksiej Stanisławowicz Jelisiejew (ros. Алексей Станиславович Елисеев; ur. 13 lipca 1934 w mieście Żyzdra, obwód kałuski, ZSRR) – radziecki kosmonauta, Lotnik Kosmonauta ZSRR.

## Życiorys
Absolwent wyższej szkoły technicznej im. Baumana w Moskwie. W 1957 roku rozpoczął pracę w biurze konstrukcyjnym jako inżynier. Uzyskał tytuł kandydata nauk technicznych w Moskiewskim Instytucie Fizyczno-Technicznym (1962). Do oddziału kosmonautów został przyjęty 27 maja 1968 (w oddziale do 19 grudnia 1985).

## Loty załogowe
Brał udział w trzech załogowych lotach kosmicznych:
- w dniach 15–17 stycznia 1969 w locie statku kosmicznego Sojuz 5. Razem z nim w skład załogi wchodzili: Boris Wołynow i Jewgienij Chrunow. W czasie lotu po raz pierwszy na orbicie połączyły się dwa pilotowane statki kosmiczne – Sojuz 4 i Sojuz 5, a Jelisiejew i Chrunow przeszli przez otwartą przestrzeń kosmiczną do wnętrza Sojuza 4, który pilotował Władimir Szatałow. Następnie po trzydniowym locie 17 stycznia wylądowali na terytorium ZSRR.
- w dniach 13–18 października 1969 razem z Władimirem Szatałowem w locie statku kosmicznego Sojuz 8. Był to, jak go określono później, pierwszy grupowy lot załogowy trzech statków kosmicznych – Sojuza 6, Sojuza 7 i Sojuza 8. Faktycznie dwa ostatnie z nich miały się połączyć się na orbicie, a trzeci z pewnej odległości miał filmować całą operację. Niesprawność systemu zbliżania statków była powodem odwołania tego manewru.
- w dniach 22–24 kwietnia 1971 w locie statku kosmicznego Sojuz 10. Dowódcą misji był Władimir Szatałow, a trzecim członkiem załogi Nikołaj Rukawisznikow. Statek kosmiczny miał dostarczyć załogę Sojuza 10 na pokład pierwszej stacji kosmicznej Salut 1, gdzie kosmonauci przez kilka tygodni mieli wykonywać badania i eksperymenty. Statek co prawda połączył się z Salutem, ale na skutek awarii musiał natychmiast odcumować od stacji i powrócić na Ziemię.

Kosmonauta w sumie spędził w przestrzeni kosmicznej podczas swoich trzech lotów 8 dni, 22 godziny, 22 minuty i 33 sekundy.

## Odznaczenia i nagrody
- Medal Złota Gwiazda Bohatera Związku Radzieckiego – dwukrotnie (22 stycznia 1969, 22 października 1969)
- Order Lenina – czterokrotnie (22 stycznia 1969, 22 października 1969, 1971, 1976)
- Medal 100-lecia urodzin Lenina (1970)
- Medal „Za zasługi w podboju kosmosu” (2011, Rosja)[1]
- Odznaka Lotnik Kosmonauta ZSRR (22 stycznia 1969)
- Nagroda Państwowa ZSRR (1980)
- Medal „Złota Gwiazda” Bohatera Bułgarii
- Order Georgi Dimitrowa (Bułgaria)
- Złota Gwiazda Bohatera NRD
- Universal Astronaut Insignia za lot orbitalny (nr 36) – Stowarzyszenie Uczestników Lotów Kosmicznych (Association of Space Explorers(inne języki))[2]

## Wykaz lotów
| Loty i starty kosmiczne, w których uczestniczył Aleksiej S. Jelisiejew    | Loty i starty kosmiczne, w których uczestniczył Aleksiej S. Jelisiejew | Loty i starty kosmiczne, w których uczestniczył Aleksiej S. Jelisiejew | Loty i starty kosmiczne, w których uczestniczył Aleksiej S. Jelisiejew | Loty i starty kosmiczne, w których uczestniczył Aleksiej S. Jelisiejew | Loty i starty kosmiczne, w których uczestniczył Aleksiej S. Jelisiejew | Loty i starty kosmiczne, w których uczestniczył Aleksiej S. Jelisiejew |
| L.p.                                                                      | Data startu                                                            | Statek kosmiczny                                                       | Data lądowania                                                         | Statek kosmiczny                                                       | Funkcja                                                                | Czas trwania                                                           |
| ------------------------------------------------------------------------- | ---------------------------------------------------------------------- | ---------------------------------------------------------------------- | ---------------------------------------------------------------------- | ---------------------------------------------------------------------- | ---------------------------------------------------------------------- | ---------------------------------------------------------------------- |
| 1                                                                         | 15 stycznia 1969                                                       | Sojuz 5                                                                | 17 stycznia 1969                                                       | Sojuz 4                                                                | Inżynier pokładowy                                                     | 1 dzień 23 godziny 45 minut i 50 sekund                                |
| 2                                                                         | 13 października 1969                                                   | Sojuz 8                                                                | 18 października 1969                                                   | Sojuz 8                                                                | Inżynier pokładowy                                                     | 4 dni 22 godziny 50 minut i 49 sekund                                  |
| 3                                                                         | 22 kwietnia 1971                                                       | Sojuz 10                                                               | 24 kwietnia 1971                                                       | Sojuz 10                                                               | Inżynier pokładowy                                                     | 1 dzień 23 godziny 45 minut i 54 sekundy                               |
| Łączny czas spędzony w kosmosie — 8 dni 22 godziny 22 minuty i 33 sekundy |                                                                        |                                                                        |                                                                        |                                                                        |                                                                        |                                                                        |